# مل فالي
ميل فالي (بالإنجليزية: Mill Valley)‏ هي إحدى مدن مقاطعة مارين، كاليفورنيا. تم إعطاءها لقب مدينة في 1 سبتمبر، 1900.

## التركيبة السكانية
حدّد مكتب تعداد الولايات المتحدة بيانات التركيبة السكانية لمل فالي في تعداد الولايات المتحدة. في ما يلي، التركيبة السكانية حسب تعدادي 2000 و2010.

### تعداد عام 2000
بلغ عدد سكان مل فالي 13,600 نسمة بحسب تعداد عام 2000، وبلغ عدد الأسر 6,147 أسرة وعدد العائلات 3,420 عائلة مقيمة في المدينة. في حين سجلت الكثافة السكانية 1,083.7 نسمة لكل كيلومتر مربع (2,806.8/ميل2). وبلغ عدد الوحدات السكنية 6,286 وحدة بمتوسط كثافة قدره 500.9 لكل كيلومتر مربع (1,297.3/ميل2).
وتوزع التركيب العرقي للمدينة بنسبة 91.43% من البيض و0.99% من الأمريكيين الأفارقة و0.25% من الأمريكيين الأصليين و4.14% من الأمريكيين ذوي الأصول الآسيوية و0.21% من سكان جزر المحيط الهادئ و0.65% من الأعراق الأخرى و2.32% من عرقين مختلطين أو أكثر و3.47% من الهسبانيون أو اللاتينيون من أي عرق.
بلغ عدد الأسر 6,147 أسرة كانت نسبة 27.9% منها لديها أطفال تحت سن الثامنة عشر تعيش معهم، وبلغت نسبة الأزواج القاطنين مع بعضهم البعض 45.2% من أصل المجموع الكلي للأسر، ونسبة 7.6% من الأسر كان لديها معيلات من الإناث دون وجود شريك،  بينما كانت نسبة 2.7% من الأسر لديها معيلون من الذكور دون وجود شريكة وكانت نسبة 44.4% من غير العائلات. تألفت نسبة 34.1% من أصل جميع الأسر من عدة أفراد يعيشون في نفس المنزل ونسبة 12.4% كانت تتألف من شخص يعيش بمفرده يبلغ من العمر 65 عاماً أو أكثر. وبلغ متوسط حجم الأسرة المعيشية 2.20، أما متوسط حجم العائلات فبلغ 2.85.
بلغ العمر الوسطي للسكان 43.9 عاماً. وكانت نسبة 21.2% من القاطنين تحت سن الثامنة عشر، وكانت نسبة 2.9% بين الثامنة عشر والرابعة والعشرين عاماً، ونسبة 28.1% كانت واقعةً في الفئة العمرية ما بين الخامسة والعشرين والرابعة والأربعين عاماً، ونسبة 32.4% كانت ما بين الخامسة والأربعين والرابعة والستين، ونسبة 14.7% كانت ضمن فئة الخامسة والستين عاماً فما فوق. يوجد لكل 100 أنثى 86.9 ذكر، ويوجد لكل 100 أنثى في الثامنة عشر من عمرها فما فوق 83.1 ذكر.
بلغ متوسط دخل الأسرة في المدينة 90,794 دولارًا، أما متوسط دخل العائلة فبلغ 119,669 دولارًا. وكان متوسط دخل الذكور 94,800 دولارًا مقابل 52,088 دولارًا للإناث. وسجل دخل الفرد الخاص بالمدينة 64,179 دولارًا. وكانت نسبة 2.7% من العائلات ونسبة 4.5% من السكان تحت خط الفقر، وكان من هؤلاء نسبة 4.1% تحت سن الثامنة عشر ونسبة 5.7% في الخامسة والستين من العمر وما فوق.

### تعداد عام 2010
بلغ عدد سكان مل فالي 13,903 نسمة بحسب تعداد عام 2010، وبلغ عدد الأسر 6,084 أسرة وعدد العائلات 3,627 عائلة مقيمة في المدينة. في حين سجلت الكثافة السكانية 1,107.8 نسمة لكل كيلومتر مربع (2,869.2/ميل2). وبلغ عدد الوحدات السكنية 6,534 وحدة بمتوسط كثافة قدره 520.6 لكل كيلومتر مربع (1,348.3/ميل2).
وتوزع التركيب العرقي للمدينة بنسبة 88.77% من البيض و0.85% من الأمريكيين الأفارقة و0.17% من الأمريكيين الأصليين و5.43% من الأمريكيين ذوي الأصول الآسيوية و0.10% من سكان جزر المحيط الهادئ و1.09% من الأعراق الأخرى و3.60% من عرقين مختلطين أو أكثر و4.47% من الهسبانيون أو اللاتينيون من أي عرق.
بلغ عدد الأسر 6,084 أسرة كانت نسبة 31% منها لديها أطفال تحت سن الثامنة عشر تعيش معهم، وبلغت نسبة الأزواج القاطنين مع بعضهم البعض 49% من أصل المجموع الكلي للأسر، ونسبة 7.6% من الأسر كان لديها معيلات من الإناث دون وجود شريك،  بينما كانت نسبة 2.9% من الأسر لديها معيلون من الذكور دون وجود شريكة وكانت نسبة 40.4% من غير العائلات. تألفت نسبة 33.1% من أصل جميع الأسر من عدة أفراد يعيشون في نفس المنزل ونسبة 14.6% كانت تتألف من شخص يعيش بمفرده يبلغ من العمر 65 عاماً أو أكثر. وبلغ متوسط حجم الأسرة المعيشية 2.27، أما متوسط حجم العائلات فبلغ 2.94.
بلغ العمر الوسطي للسكان 46.6 عاماً. وكانت نسبة 23.7% من القاطنين تحت سن الثامنة عشر، وكانت نسبة 3.3% بين الثامنة عشر والرابعة والعشرين عاماً، ونسبة 20.3% كانت واقعةً في الفئة العمرية ما بين الخامسة والعشرين والرابعة والأربعين عاماً، ونسبة 33.9% كانت ما بين الخامسة والأربعين والرابعة والستين، ونسبة 18.9% كانت ضمن فئة الخامسة والستين عاماً فما فوق. وتوزع التركيب الجنسي للسكان بنسبة 46% ذكور و54% إناث.

## المناخ
يظهر الجدول التالي التغييرات المناخية على مدار السنة لمل فالي:
| البيانات المناخية لـمل فالي                                              | البيانات المناخية لـمل فالي | البيانات المناخية لـمل فالي | البيانات المناخية لـمل فالي | البيانات المناخية لـمل فالي | البيانات المناخية لـمل فالي | البيانات المناخية لـمل فالي | البيانات المناخية لـمل فالي | البيانات المناخية لـمل فالي | البيانات المناخية لـمل فالي | البيانات المناخية لـمل فالي | البيانات المناخية لـمل فالي | البيانات المناخية لـمل فالي | البيانات المناخية لـمل فالي |
| الشهر                                                                    | يناير                       | فبراير                      | مارس                        | أبريل                       | مايو                        | يونيو                       | يوليو                       | أغسطس                       | سبتمبر                      | أكتوبر                      | نوفمبر                      | ديسمبر                      | المعدل السنوي               |
| ------------------------------------------------------------------------ | --------------------------- | --------------------------- | --------------------------- | --------------------------- | --------------------------- | --------------------------- | --------------------------- | --------------------------- | --------------------------- | --------------------------- | --------------------------- | --------------------------- | --------------------------- |
| الدرجة القصوى °ف (°م)                                                    | 79 (26)                     | 79 (26)                     | 87 (31)                     | 96 (36)                     | 102 (39)                    | 110 (43)                    | 111 (44)                    | 106 (41)                    | 106 (41)                    | 101 (38)                    | 87 (31)                     | 77 (25)                     | 111 (44)                    |
| متوسط درجة الحرارة الكبرى °ف (°م)                                        | 56 (13)                     | 61 (16)                     | 65 (18)                     | 71 (22)                     | 76 (24)                     | 82 (28)                     | 85 (29)                     | 84 (29)                     | 82 (28)                     | 75 (24)                     | 63 (17)                     | 56 (13)                     | 71 (22)                     |
| متوسط درجة الحرارة الصغرى °ف (°م)                                        | 41 (5)                      | 43 (6)                      | 44 (7)                      | 46 (8)                      | 49 (9)                      | 52 (11)                     | 53 (12)                     | 54 (12)                     | 53 (12)                     | 50 (10)                     | 45 (7)                      | 41 (5)                      | 48 (9)                      |
| أدنى درجة حرارة °ف (°م)                                                  | 20 (−7)                     | 21 (−6)                     | 27 (−3)                     | 31 (−1)                     | 23 (−5)                     | 39 (4)                      | 41 (5)                      | 40 (4)                      | 37 (3)                      | 30 (−1)                     | 26 (−3)                     | 18 (−8)                     | 18 (−8)                     |
| معدل هطول الأمطار إنش (مم)                                               | 9.60 (244)                  | 9.10 (231)                  | 7.05 (179)                  | 2.56 (65)                   | 1.20 (30)                   | 0.24 (6.1)                  | 0.01 (0.25)                 | 0.12 (3.0)                  | 0.50 (13)                   | 2.33 (59)                   | 7.47 (190)                  | 7.29 (185)                  | 47.47 (1٬206)               |
| المصدر: http://www.weather.com/weather/wxclimatology/monthly/graph/94941 |                             |                             |                             |                             |                             |                             |                             |                             |                             |                             |                             |                             |                             |

## أعلام
- توني فريتاس
- مارييل همنغواي
- إيف أردن
- كين غولدبرغ
- موري الاسترليني